# Clay Research Award
Der Clay Research Award ist ein Wissenschaftspreis, der seit 1999 jährlich vom Clay Mathematics Institute für bahnbrechende Leistungen in der Mathematik verliehen wird.
Der Clay Award for Dissemination of Mathematical Knowledge wird für persönliche Beiträge zur mathematischen Forschung auf höchster Ebene sowie für die Verbreitung neuer Erkenntnisse in der breiten Öffentlichkeit vergeben. Er wird nach einem öffentlichen Vortrag des Preisträgers und nur von Zeit zu Zeit ohne festen Zyklus vergeben (erstmals 2015).

## Preisträger
| Jahr | Preisträger – Research Award                                     |
| ---- | ---------------------------------------------------------------- |
| 1999 | Andrew Wiles                                                     |
| 2000 | Alain Connes                                                     |
| 2000 | Laurent Lafforgue                                                |
| 2001 | Edward Witten                                                    |
| 2001 | Stanislaw Smirnow                                                |
| 2002 | Oded Schramm                                                     |
| 2002 | Manindra Agrawal                                                 |
| 2003 | Richard S. Hamilton                                              |
| 2003 | Terence Tao                                                      |
| 2004 | Ben Green                                                        |
| 2004 | Gérard Laumon und Ngô Bao Châu                                   |
| 2005 | Manjul Bhargava                                                  |
| 2005 | Nils Dencker                                                     |
| 2006 | nicht verliehen                                                  |
| 2007 | Alex Eskin                                                       |
| 2007 | Christopher Hacon und James McKernan                             |
| 2007 | Michael Harris und Richard Taylor                                |
| 2008 | Clifford Taubes                                                  |
| 2008 | Claire Voisin                                                    |
| 2009 | Jean-Loup Waldspurger                                            |
| 2009 | Ian Agol, Danny Calegari und David Gabai                         |
| 2010 | nicht verliehen                                                  |
| 2011 | Yves Benoist und Jean-François Quint                             |
| 2011 | Jonathan Pila                                                    |
| 2012 | Jeremy Kahn und Vladimir Markovic                                |
| 2013 | Rahul Pandharipande                                              |
| 2014 | Maryam Mirzakhani                                                |
| 2014 | Peter Scholze                                                    |
| 2015 | Larry Guth                                                       |
| 2015 | Nets Katz                                                        |
| 2016 | Mark Gross und Bernd Siebert                                     |
| 2016 | Geordie Williamson                                               |
| 2017 | Alexander Logunov und Eugenia Malinnikova                        |
| 2017 | Jason P. Miller und Scott Sheffield                              |
| 2017 | Maryna Viazovska                                                 |
| 2019 | Wei Zhang                                                        |
| 2019 | Tristan Buckmaster, Philip Isett und Vlad Vicol                  |
| 2021 | Bhargav Bhatt                                                    |
| 2022 | John Pardon                                                      |
| 2022 | Søren Galatius und Oscar Randal-Williams                         |
| 2023 | Frank Merle, Pierre Raphaël, Igor Rodnianski und Jérémie Szeftel |
| 2024 | Paul Nelson                                                      |
| 2024 | James Newton und Jack Thorne                                     |

| Jahr | Preisträger – Dissemination Award |
| ---- | --------------------------------- |
| 2015 | Étienne Ghys                      |
| 2018 | Roger Penrose                     |